# Чибагалах
Чибагала́х (чибага — трава из рода хвощей) — река в северо-восточной части республики Якутия, левый приток Индигирки.
Длина реки — 140 км (с левым истоком Табанда-Сене 197 км), площадь водосборного бассейна — 9100 км². Берёт начало на Чибагалахском хребте. Принимает 37 притоков длиной более 10 км. В бассейне около 360 озёр. Вскрывается в конце мая — начале июня, замерзает в первой половине октября.
Река с прозрачной чистой водой, богата изобилием различных видов рыб (хариус, сиг, ленок). Здесь обитают многие таёжные животные: медведь, волк, росомаха, лось, дикий северный олень, снежный баран, пищуха, сурок-табарган и др.
Река дала название хребту, имеющему вторую по величине зону обледенения в горной системе Черского. На северных склонах обнаружены 96 современных ледников. Чибагалах образуется в результате слияния двух истоков: Табанда-Сене и Кянелибит. Оба истока начинаются на высоте около 2150 м над уровнем моря. В 13 км от истока Табанда-Сене русло реки проходит через высокогорное озеро Табанда (абс. высота — 1239 м). Его длина 10 км, максимальная ширина — 1,4 км. От озера до устья средний уклон реки равен 9,5 м/км.
Русло шириной не более 50 м, густо усеяно крупными камнями. В малую воду река сочится между камней. Плыть нельзя (даже на надувных судах). В этом месте проблемой будет также найти дрова для костра. Ниже устья Кянелибита появляется лиственница, кедровый стланик. Берега скалистые, нередко обрывистые. Русло образовано валунами, изредка делится на рукава с множеством сложных шивер, порогов и прижимов. До устья Кутура средняя скорость течения в межень — 1,2 м/с, далее 1,5—2 м/с. При подъёме воды река становится бурной и очень опасной.
В 52 км от устья Чибагалаха лес заметно редеет. Склоны гор покрыты кедровым стлаником и различными кустарниками. Долина узкая, часто со скальными стенками. До конца требуются бдительность и разведка многих препятствий. Чибагалах впадает в Индигирку на 1184 км от устья последней.
Дальнейший сплав до села Хонуу (100 км) особых сложностей не представляет. Попасть в верховья Чибагалаха можно спецрейсом вертолёта из с. Хонуу (Момский улус) или пос. Усть-Нера (Оймяконский улус). Маршрут по Чибагалаху имеет пятую категорию сложности.

## Легенда
Чибагалах — река, где по рассказам бывшего члена одного из разбитых белогвардейских отрядов Николаева, он, блуждая «нехоженной» тайгой, намыл бутылку рассыпной платины и сдал её в Якутскую контору Госбанка.